# 克里斯汀·紐斯林-沃爾哈德
克里斯汀·紐斯林-沃爾哈德（德語：Christiane Nüsslein-Volhard，1942年10月20日—），德國發育遺傳學家，和1995年諾貝爾生理學或醫學獎得主。她是德国唯一一位女性诺贝尔科学奖得主。
她出生於馬格德堡。1974年在蒂宾根大学研究DNA-结合蛋白获得博士学位。1991年獲得拉斯克基礎醫學研究獎，1995年与艾瑞克·威斯喬斯和愛德華·路易斯共同獲得諾貝爾生理學或醫學獎，以表彰他们对胚胎发育的遗传控制的研究。